# Hameln
Hameln je německé město ležící v Dolním Sasku. Je okresním městem okresu Hameln-Pyrmont.
Město se stalo téměř celosvětově proslulé svou legendou o Krysaři. Jedná se o skutečný historický příběh z roku 1284, kdy měl neznámý krysař odvést z města 130 chlapců a dívek neznámo kam. Podle jedné z hypotéz, kterou vyslovil německý historik Wolfgang Wann a která má vztah k Česku, odvedl krysař-lokátor tyto mladé lidi na Moravu a ti tam založili vesnici Hamlíkov.[zdroj?]

## Historie

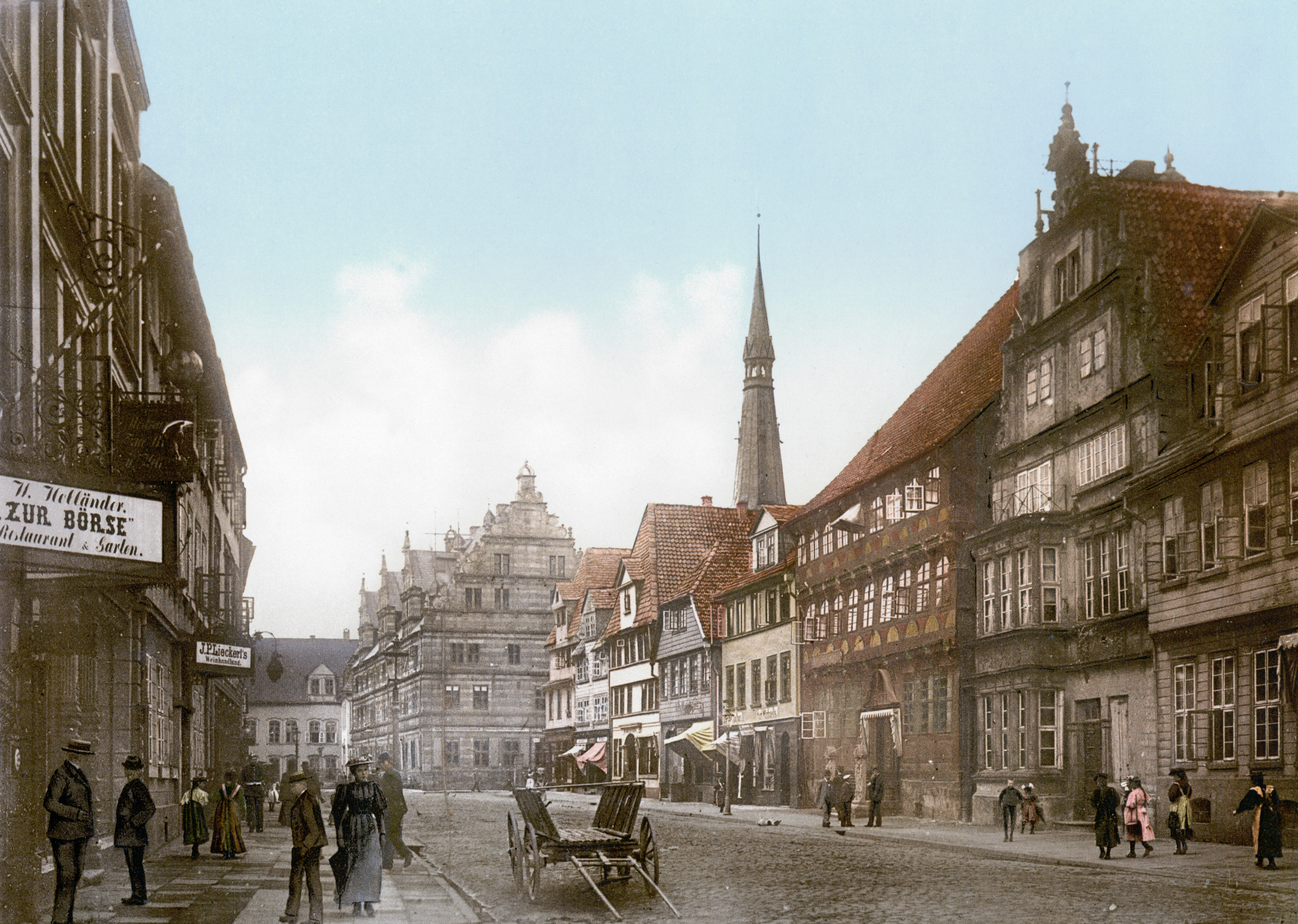
Hameln roku 1900

První písemné zmínky o Hameln pocházejí z 9. století. Kolem roku 1200 se stal Hameln jedním z prvních měst Hannoverského království. Stalo se hanzovním městem, po třicetileté válce se postupně přeměnilo v pevnost.
Po nástupu Adolfa Hitlera k moci bylo ve městě vězení pro politické vězně, homosexuály a Židy. Za druhé světové války byl Hameln bombardován, po válce zde byla zřízena vojenská základna britské armády.
Ve městě jsou významné památky, mezi něž patří historické Staré město, kolegiátní kostel sv. Bonifáce a ulice Bungelosestraße, která je známá díky pověsti o Krysaři.

## Osobnosti města
- Felicitas Hoppe (* 1969), německá spisovatelka
- Karl Philipp Moritz (1757–1793), spisovatel, editor a esejista hnutí Sturm und Drang
- Jens Todt (* 1970), fotbalista
- Julius Wellhausen (1844–1918), protestantský teolog

## Partnerská města
- Kalwaria Zebrzydowska, Polsko
- Quedlinburg, Německo
- Saint-Maur-des-Fossés, Francie
- Torbay, Spojené království

## Galerie

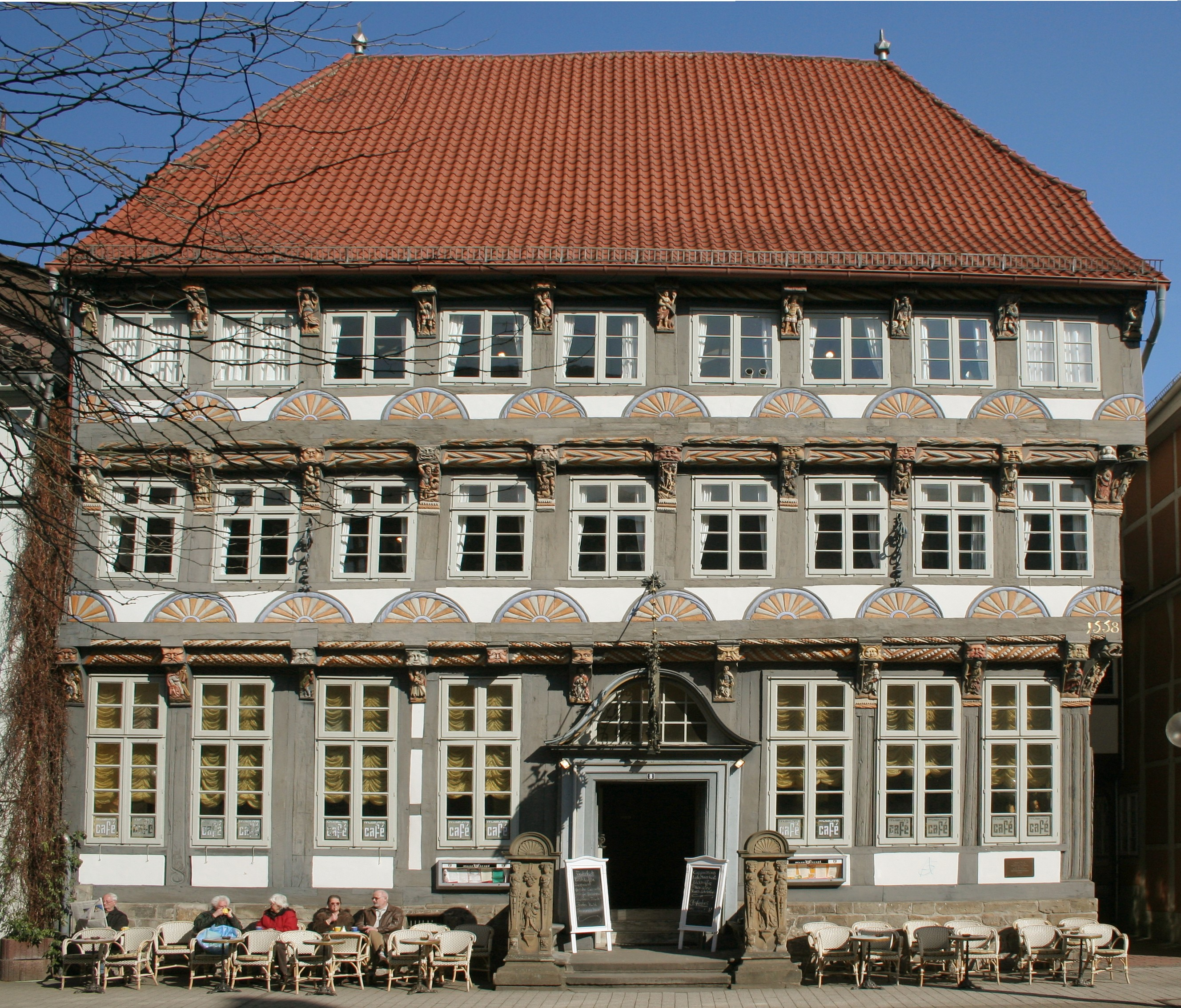
Stiftsherrenhaus (1558)
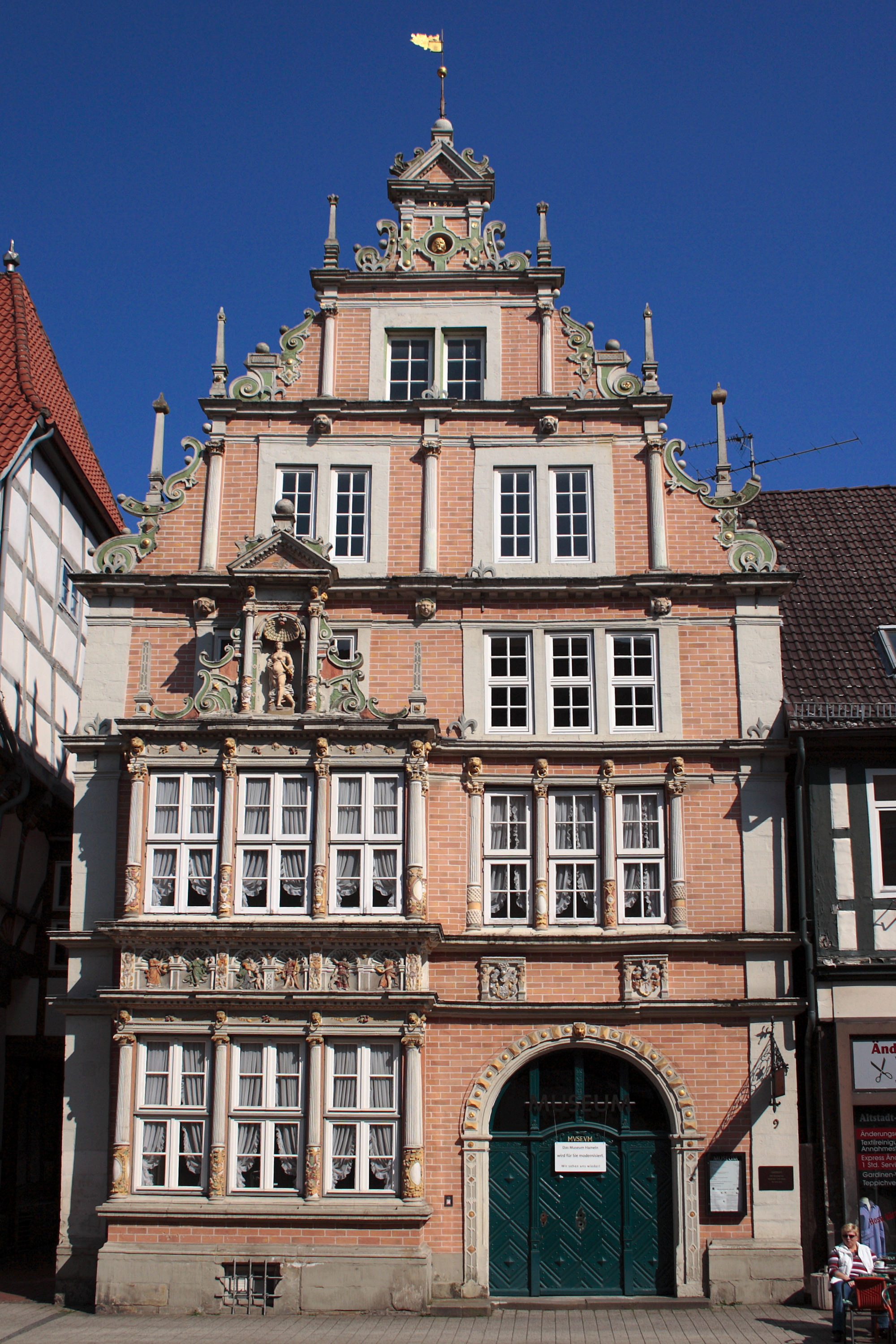
Leist-Haus (1585–89)
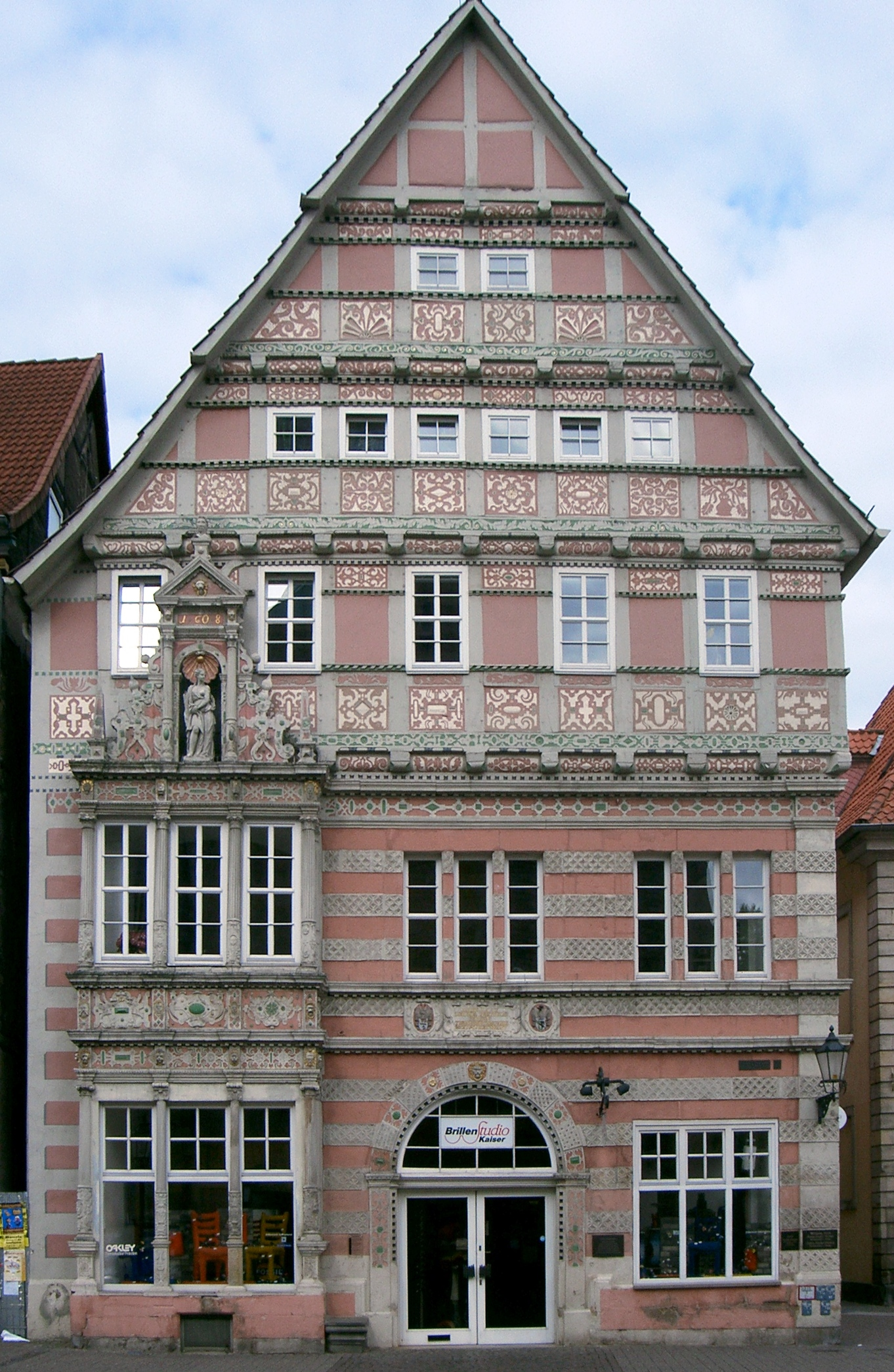
Dempter-Haus (1607)
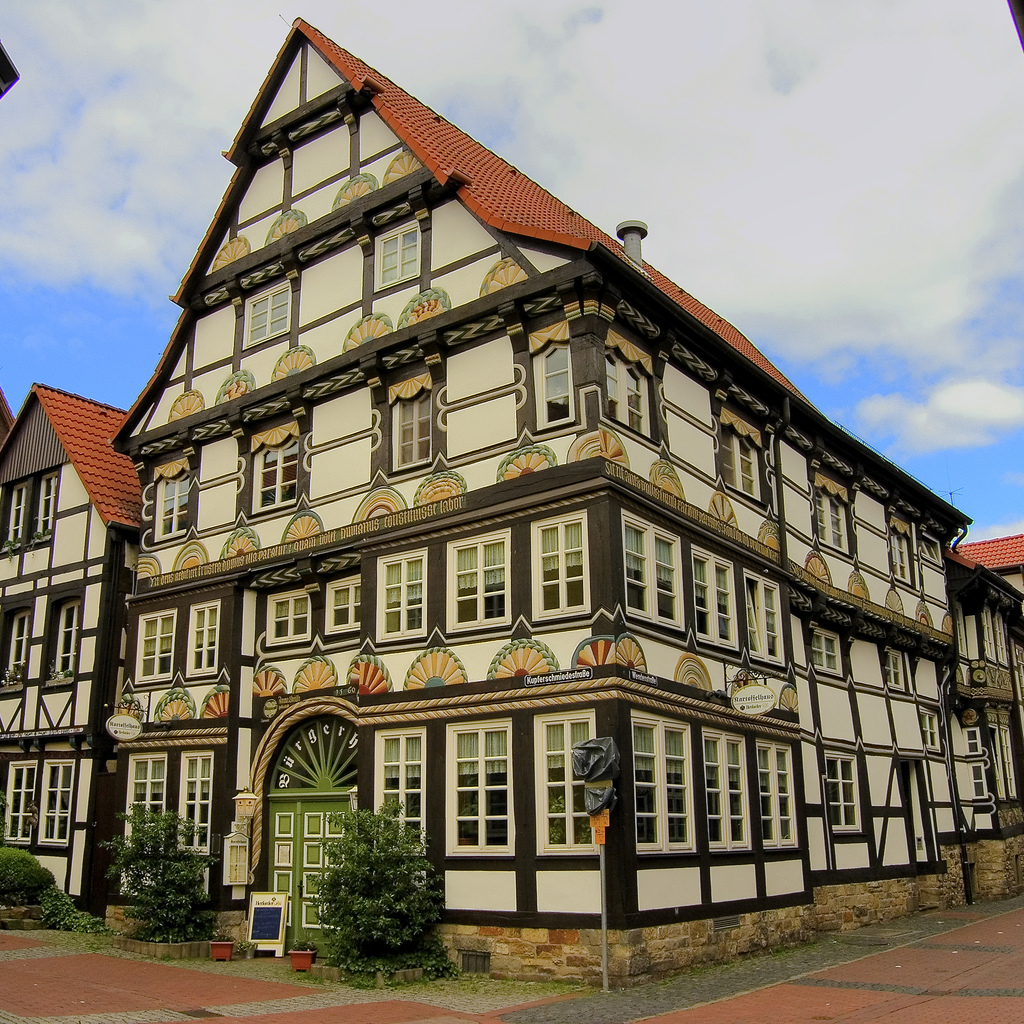
Bürgerhus (1560)